# Craniophora ligustri
Espèce
Craniophora ligustri, la Troënière, est une espèce de papillons de nuit de la famille des Noctuidae. Elle se rencontre en Europe, à travers le Paléarctique jusqu'au Japon.

## Distribution
Son aire de répartition recouvre l'Europe occidentale et centrale, l'Extrême-Orient russe, le nord de la Chine, le Japon et la Corée. Au nord, elle s'étend au sud de la Scandinavie, aux États baltes et au centre de la Russie (environ au nord jusqu'à Saint-Pétersbourg) ainsi qu'à l'Ukraine. Dans la Péninsule Ibérique, l'espèce y est limitée au nord. Dans l'est de la Méditerranée, elle atteint le nord de la Grèce avec une occurrence isolée plus petite dans le centre de la Grèce et le Péloponnèse. L'aire de répartition comprend également Israël, l'Anatolie, le Caucase et Chypre.

## Description

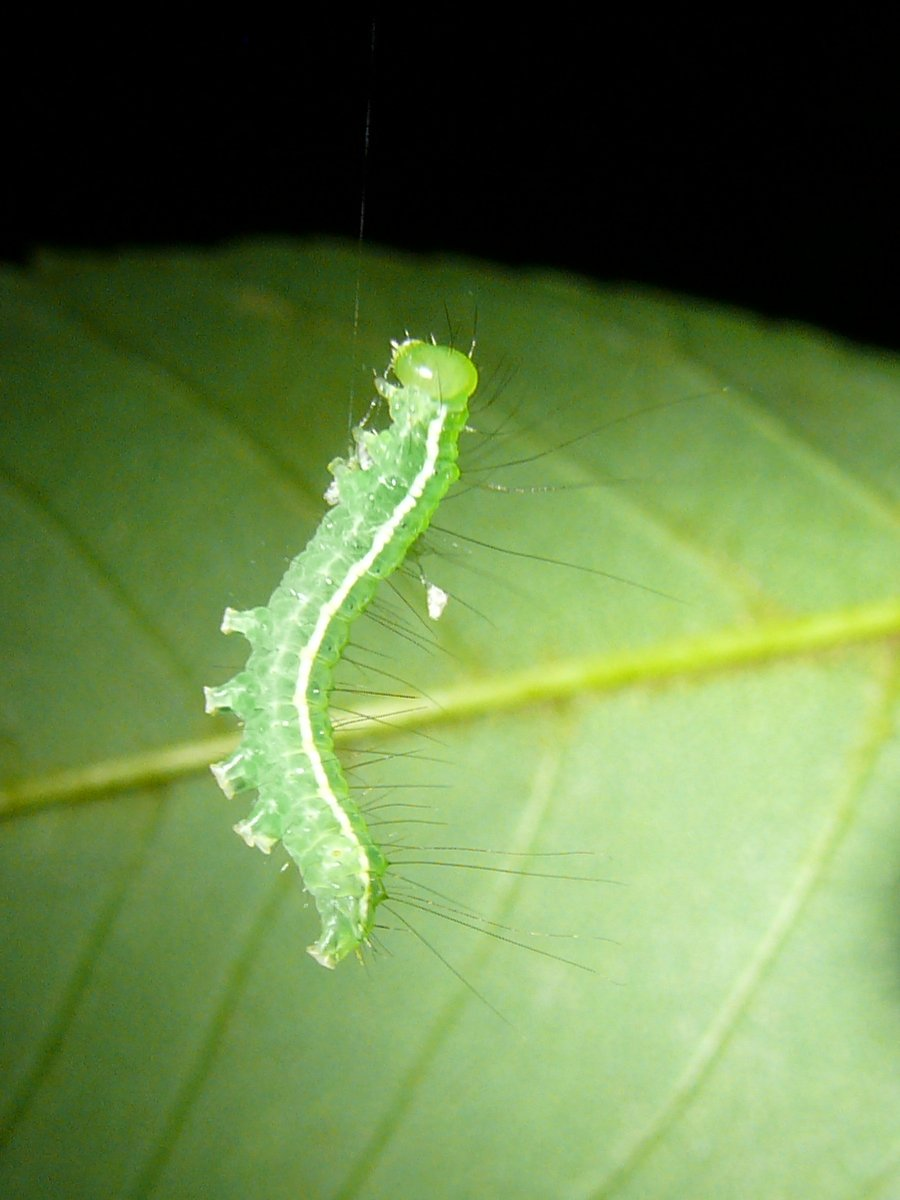
Chenille.

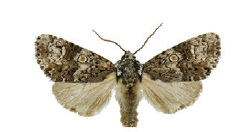
Adulte.

L'envergure est de 30 à 35 mm. Ses ailes antérieures sont fusceuses violacées, teintées plus ou moins verdâtres, avec une tache plus claire au-delà de la cellule ; le prothorax est manifestement blanchâtre. - ab. sundevalli Lampa est une forme qui présente des ailes antérieures et un thorax entièrement vert olive foncé. ab. nigra Tutt a l'aile antérieure toute noire, sans aucune teinte verte, et n'a été trouvée que dans le nord de l'Angleterre ; enfin, chez ab. coronula Haw. le sommet blanc est imprégné de brun gris au lieu de vert, avec une lunule blanche sur son bord intérieur. La tache blanche distale du réniforme semble ressembler à une couronne.

## Biologie
Le papillon vole d'avril à septembre selon l'endroit. Les chenilles se nourrissent des feuilles du Frêne élevé, du Lilas commun et de Troène commun (de là que vient son nom vernaculaire « Troënière »).

## Habitat et écologie
L'espèce vit dans les forêts de Quercus sempervirents méditerranéennes, les boisements, forêts et autres habitats boisés, les zones bâties, sites industriels et autres habitats artificiels, les forêts de feuillus caducifoliés, les forêts de feuillus sempervirents, les constructions à faible densité, les bâtiments des villes et des villages.

## Taxonomie
L'espèce a été décrite pour la première fois dans le genre Noctua sous le protonyme Noctua ligustri par Michael Denis et Ignaz Schiffermüller en 1775.

### Sous-espèces
Liste des sous-espèces selon GBIF (24 mai 2021) :
- Craniophora ligustri carbolucana Hartig, 1968
- Craniophora ligustri gigantea Draudt, 1937
- Craniophora ligustri ligustri

### Synonymes
Craniophora ligustri a pour synonymes, :
- Acronycta ligustri (Denis & Schiffermüller, 1775)
- Noctua ligustri Denis & Schiffermüller, 1775